# Neil Young
Neil Percival Young (Toronto, 12 novembre 1945) è un cantautore e chitarrista canadese naturalizzato statunitense.
Tra i cantanti più celebri della sua generazione, la rivista Rolling Stone lo ha inserito al 34º posto nella lista dei migliori artisti, al 37º nella classifica dei migliori cantanti e al 17º tra i migliori chitarristi di tutti i tempi.
Dopo aver debuttato giovanissimo con la storica formazione dei Buffalo Springfield e aver raggiunto il successo nel supergruppo Crosby, Stills, Nash & Young, si è imposto come uno dei più carismatici e influenti cantautori degli anni settanta, contribuendo a ridefinire la figura del songwriter con album come After the Gold Rush e il vendutissimo Harvest.
Artista sensibile e tormentato capace di passare con disinvoltura dalla quiete della ballata acustica pop alla brutalità della cavalcata rock, per l'approccio volutamente grezzo che contraddistingue tanto i suoi dischi quanto i suoi concerti, è stato considerato da alcuni un precursore del punk, mentre la ruvida passione delle sue performance ha spinto tanto la critica quanto gli appassionati e gli stessi musicisti ad acclamarlo negli anni novanta padrino del grunge. È stato inoltre un personaggio determinante per l'evoluzione di generi come l'alternative country e l'alternative rock più in generale.
Tratti inconfondibili del suo stile sono la voce acuta e nasale, la chitarra elettrica dalla sonorità abrasiva, quasi cacofonica, i testi introspettivi e malinconici (specie nella cosiddetta Trilogia del dolore, culminata nell'album Tonight's the Night, da molti ritenuto il primo concept album della storia del rock a misurarsi con temi quali il dolore e la perdita) nonché l'immancabile camicia di flanella, divenuta negli anni un autentico status symbol alternativo.
Young ha diretto (o co-diretto) alcuni film utilizzando lo pseudonimo Bernard Shakey, inclusi Journey Through the Past (1973), Rust Never Sleeps (1979), Human Highway (1982), Greendale (2003), e CSNY/Déjà Vu (2008).
Pur essendo nato in Canada, il cantautore ha vissuto gran parte della sua vita negli Stati Uniti, assumendone tuttavia la cittadinanza solo nel 2020.

## Biografia

### Gli anni giovanili (1945–1966)
Nato a Toronto da un giornalista sportivo, Scott Alexander Young, e una madre di origini francesi, Edna Blow Ragland "Rassy" Young, ha passato i primi anni della sua vita nel paesino di Omemee, a 130 km da Toronto.
Da bambino gli venne diagnosticato il diabete e a 6 anni venne colpito dalla poliomielite, che gli indebolì il lato sinistro (cammina ancora zoppicando leggermente).
I genitori divorziarono quando aveva 12 anni ed egli andò a vivere con la madre a Winnipeg, in Manitoba, dove formò alcuni gruppi di garage rock durante le scuole e compì le sue prime esperienze musicali in club del circuito folk canadese. Nel film autobiografico del 2006 Heart of Gold, Young ricorda che quando era adolescente inseriva continuamente nel jukebox monetine per sentire Four Strong Winds di Ian Tyson. Fu in quell'epoca che incontrò per la prima volta Stephen Stills e Joni Mitchell e scrisse alcune delle sue prime canzoni, come la celeberrima Sugar Mountain.
Nel 1965 Young iniziò la sua carriera di musicista professionista formando il gruppo The Squires e nel 1966 si unì a Rick James per fondare i Mynah Birds, ma, appena prima di registrare il primo disco per la Motown, James fu arrestato per renitenza alle armi. A quel punto Young, con il bassista Bruce Palmer, si trasferì a Los Angeles. Young ha recentemente ammesso che rimase illegalmente negli USA per qualche anno sino a quando ricevette la Green Card nel 1970. Per anni non ha voluto cambiare la sua nazionalità, rimanendo cittadino canadese fino al 2020.

### Gli anni con i Buffalo Springfield (1966–1968)

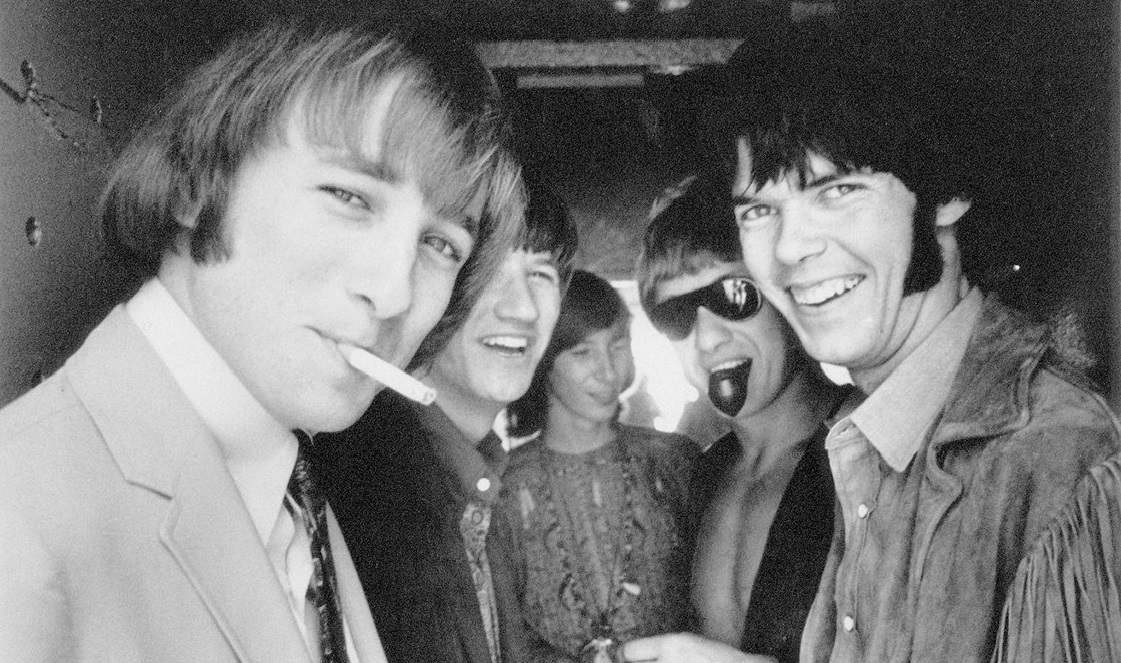
I Buffalo Springfield nel 1966

A Los Angeles in quegli anni forma con Stephen Stills, Bruce Palmer, Richie Furay e Dewey Martin i Buffalo Springfield, destinati a diventare uno dei gruppi di punta della scena folk-rock californiana. La band si rivela un mix di folk, country, psichedelia e rock, sorretto dalle chitarre soliste di Stills e Young; riceve consensi dalla critica e ottiene anche un discreto successo commerciale quando il loro primo album Buffalo Springfield (1966) viene ristampato con l'inclusione del brano di Stills For What It's Worth, nel frattempo diventato un importante successo radiofonico, dove Young suona la chitarra solista. Tra le canzoni scritte da Young per il gruppo sono da ricordare Mr. Soul, Broken Arrow, Expecting to Fly.
Dissidi con il proprio management, sommati ai problemi legali di Palmer arrestato per droga e rimpatriato in Canada, esacerbarono i rapporti tra i membri del gruppo portando alla precoce fine dei Buffalo Springfield. Un secondo album, Buffalo Springfield Again, venne pubblicato alla fine del 1967, ma due delle tre canzoni di Young incise per il progetto erano già tracce soliste registrate da lui solo senza la partecipazione degli altri membri.
Nel maggio 1968 la band si divide consensualmente, ma, per tener fede ad un obbligo contrattuale, viene pubblicato un album finale intitolato Last Time Around, contenente registrazioni dell'anno prima. Young contribuì con i brani On the Way Home e I Am a Child. Nel 1997, la band venne introdotta nella Rock & Roll Hall of Fame, ma Young non presenziò alla cerimonia.

### Il debutto da solista e l'esperienza Crosby, Stills, Nash & Young (1968-1970)
Dopo aver lasciato i Buffalo Springfield, Young firma un contratto da solista con la Reprise Records, casa discografica della sua collega ed amica Joni Mitchell, con la quale ha in comune anche lo stesso manager, Elliot Roberts. Young e Roberts si attivano subito per realizzare il primo album solista a inizio del 1969, l'omonimo Neil Young, che però suscita commenti contrastanti. Nel corso di un'intervista del 1970, Young criticò il sound generale dell'album che riteneva troppo "artefatto" e pieno di sovraincisioni. Tuttavia, il disco contiene alcune canzoni celebri del suo repertorio come The Loner e The Last Trip to Tulsa.
Lo stesso anno recluta dal gruppo The Rockets il chitarrista Danny Whitten, il bassista Billy Talbot e il batterista Ralph Molina, ribattezzandoli Crazy Horse, e con questa formazione realizza il suo secondo lavoro solista: Everybody Knows This Is Nowhere, uscito nel maggio del 1969. Il disco viene accreditato a "Neil Young with Crazy Horse". Registrato in appena due settimane, l'album contiene tre dei brani più acclamati di Young: Cinnamon Girl, Cowgirl in the Sand e Down by the River, tutti caratterizzati da estese jam session chitarristiche. Curiosamente, queste tre canzoni furono composte da Young mentre era immobilizzato a letto con una febbre a 40°.
Poco tempo dopo la pubblicazione di Everybody Knows This Is Nowhere, Young si riunisce con l'amico Stephen Stills entrando a far parte dei Crosby, Stills & Nash, band che aveva già pubblicato un album come trio. Il quartetto, rinominatosi Crosby, Stills, Nash & Young, debutta a Chicago il 16 agosto 1969 e successivamente si esibisce al celebre Festival di Woodstock, durante il quale però Young rifiuta di essere filmato. Con il gruppo Young incide dischi dal grande successo commerciale ed artistico come Déjà vu e Four Way Street (dal vivo) e pubblica il singolo Ohio dal forte accento politico. Il brano era stato composto all'indomani del massacro alla Kent State University del 4 maggio 1970 e divenne un classico dei brani antimilitaristi degli anni sessanta/settanta.

### After the Gold Rush, tour acustico eHarvest(1970-1972)

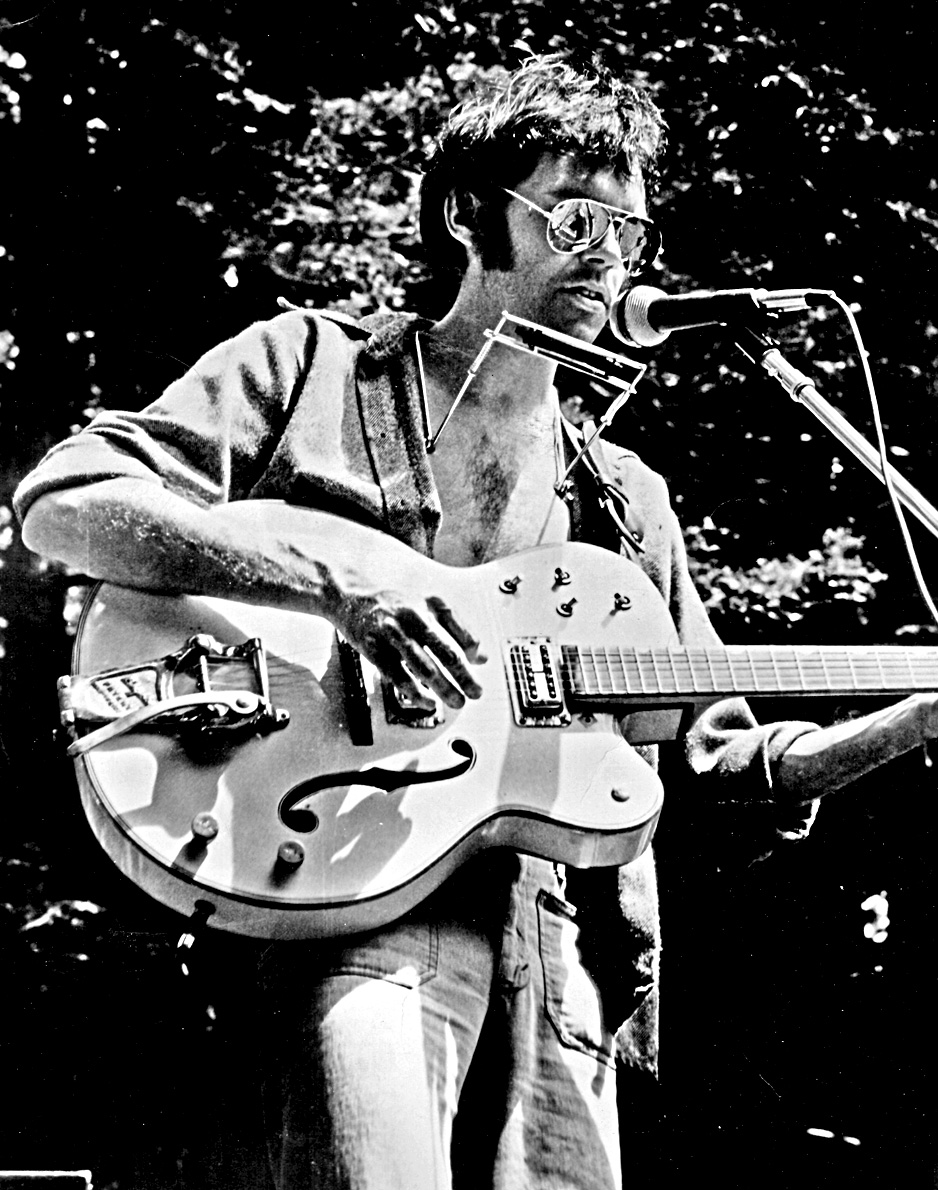
Neil Young, 1970 circa

Mentre ancora milita nei CSNY, Young pubblica il suo terzo disco solista, After the Gold Rush (1970), e raggiunge, infine, la testa delle classifiche di vendita statunitensi con l'album Harvest e il singolo Heart of Gold nel 1972.
After the Gold Rush, che contiene, fra gli altri, il contributo di un giovane Nils Lofgren, di Stephen Stills e del bassista dei CSNY Greg Reeves, si rivelerà uno degli album più caratteristici del Neil Young artista. L'accresciuta popolarità acquisita come membro dei CSNY rese il disco un notevole successo commerciale, giustificato dalla presenza di alcuni dei brani più noti del cantautore, come Don't Let It Bring You Down, Only Love Can Break Your Heart, Southern Man e la title track, suonata al pianoforte, con un testo immaginifico e dal risvolto ecologista. Proprio la condanna del razzismo verso i neri negli Stati Uniti del Sud presente in Southern Man (insieme alla successiva Alabama) sarà la causa scatenante di una controversia con il gruppo rock sudista dei Lynyrd Skynyrd che denigrò Young nel testo della loro celebre canzone Sweet Home Alabama. Va comunque detto che Young si dichiarò sempre un grande fan degli Skynyrd e che il cantante della band Ronnie Van Zant indossava spesso una maglietta con sul petto la copertina dell'album di Young Tonight's the Night durante i concerti.
Nell'autunno del 1970, Young iniziò un tour solista acustico nel Nord America, intitolato "Journey Through the Past Solo Tour", durante il quale il musicista suonò in perfetta solitudine molte canzoni all'epoca ancora inedite che sarebbero poi confluite nell'album Harvest o negli album seguenti. Afflitto da seri problemi alla schiena, il musicista fu costretto a suonare da seduto poiché il dolore alla colonna vertebrale non gli permetteva di stare troppo tempo in piedi.
Verso la fine del tour, Young si esibì al Johnny Cash on Campus TV show suonando The Needle and the Damage Done, una nuova canzone che rifletteva amaramente sulle conseguenze causate dalla dipendenza dall'eroina, ispirata in parte alla tossicodipendenza del chitarrista dei Crazy Horse Danny Whitten, che in seguitò morì di overdose. Mentre si trovava a Nashville per la registrazione dello show di Cash, Young fece la conoscenza di un gruppo di musicisti country della zona, e cominciò ad incidere con loro il materiale per il nuovo disco; Linda Ronstadt e James Taylor collaborarono anch'essi all'album durante le sedute di registrazione. L'album che ne scaturì, Harvest, si rivelò il maggior successo in carriera di Young grazie a canzoni come Old Man, Heart of Gold, Harvest, Words, Alabama e la già citata The Needle and the Damage Done. L'8 settembre 1972, l'attrice Carrie Snodgress, con la quale Young aveva iniziato a convivere, diede alla luce il primo figlio di Neil Young, Zeke (al quale venne diagnosticata una forma di paralisi cerebrale). Young si era innamorato della Snodgress dopo averla vista recitare nel film Diario di una casalinga inquieta e aveva scritto per lei il brano A Man Needs a Maid (incluso in Harvest).

### Gli anni della "crisi": la Trilogia Oscura (1973-1975)

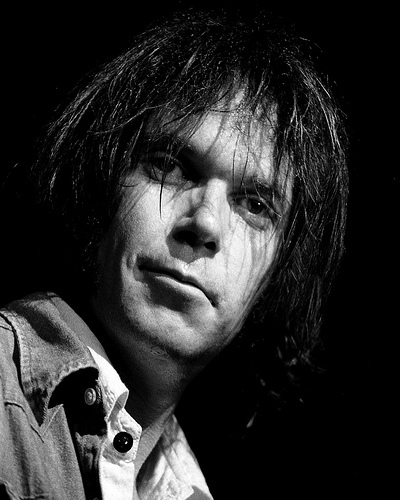
Neil Young nel 1976

A questo periodo di successo commerciale fa seguito un periodo di crisi, problemi fisici e depressione, dovuta alle morti per overdose del chitarrista dei Crazy Horse, Danny Whitten, e di Bruce Berry, un roadie del suo entourage cui sarà dedicata la canzone Tonight's the Night, oltre che alle disavventure personali di Young stesso (la salute malferma, l'abuso di droghe, la paralisi cerebrale al figlioletto). Questa crisi si ripercuote nella musica che Neil Young registra in quegli anni e soprattutto nell'atmosfera e nei testi di album come Time Fades Away, On the Beach e Tonight's the Night, che negli anni a venire finiranno con l'essere collettivamente indicati come la Trilogia Oscura (o del Dolore). Neil Young, vittima di sensi di colpa per la sorte di Berry e Whitten, sembra voler "infierire" su se stesso realizzando dischi sempre più nichilisti e disperati, caratterizzati da una ostentata noncuranza nei confronti della forma.
All'epoca della loro uscita, ognuno di questi dischi vendette meno della metà del precedente. La critica era disorientata, in certi casi aspra, ma col passare degli anni apparve evidente come fosse proprio in quel trittico che Neil Young fosse riuscito come non mai, e forse come mai gli sarebbe più successo, ad esprimere veramente tutto se stesso, in opere intense e commoventi che avrebbero conosciuto una rivalutazione notevole, sia da parte del pubblico che della critica, fino ad arrivare ad essere considerate imprescindibili per una piena conoscenza dell'universo artistico younghiano.

### La rinascita (1975-1979)

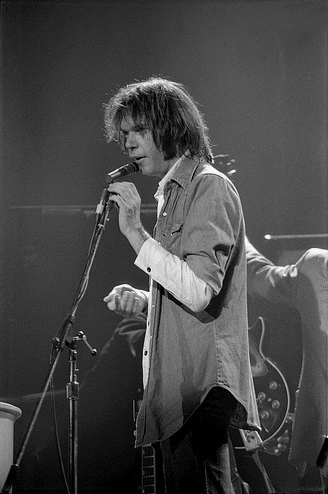
Neil Young in concerto ad Austin, Texas il 9 novembre del 1976

Nel 1975 Zuma, album più "solare" dei precedenti, sembra fermare la spirale verso il basso che pareva aver risucchiato Neil Young. Nel 1976 registra l'album Long May You Run che lo vede riunito con il vecchio compagno di avventura Stephen Stills; anche questo disco continua a far risalire la china a Young, che l'anno dopo dà alle stampe American Stars 'n Bars, altro disco fondamentale nel suo percorso artistico che contiene la celebre Like a Hurricane. Comes a Time (1978), un inaspettato affondo nel country più tradizionalista in piena epopea punk, conferma la risalita e il riscatto del canadese, oltre che il suo innato, ostinato istinto avverso ad ogni trend del momento.
Nel 1979 Young incide Rust Never Sleeps che ottiene un successo di pubblico e di critica e fa rivivere definitivamente i fasti artistici e commerciali dei tempi di Harvest. Il disco è seguito dall'omonimo tour, di nuovo accompagnato dai Crazy Horse. Da quello spettacolo ha origine il doppio album dal vivo Live Rust; in entrambe le opere Young si esprime sia in versione acustica che elettrica rinnovando i fasti dei suoi tempi migliori.

### Gli anni ottanta: Geffen Records e ritorno

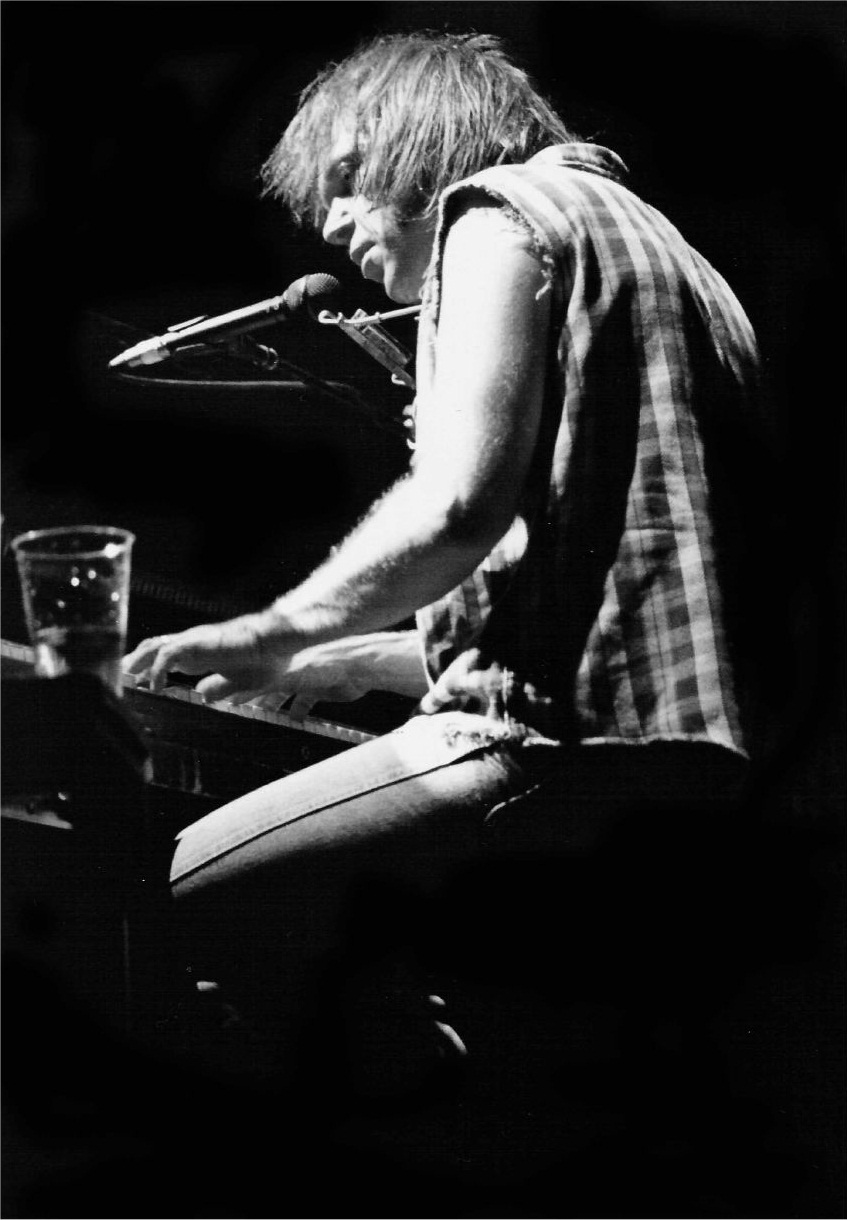
Neil Young in concerto negli anni ottanta.

Gli anni ottanta rappresentano per il musicista canadese un periodo di sperimentazione anti-commerciale. Nel 1980 registra Hawks & Doves, intriso di un country atipico, rilassato nella prima parte ed invece straniante nella seconda. Con Re-ac-tor (1981) compie una virata nettissima e, pur rimanendo ancorato con l'uso della voce in territori quasi country, sconfina in ambiti punk-metal (Shots). Nello stesso anno abbandona la sua vecchia casa discografica Reprise e firma un contratto per la Geffen Records. La libertà artistica concessagli dalla nuova etichetta gli permette di realizzare una serie di lavori che gli alienano sia il favore della critica che quello dei vecchi fan, e lo vedono sperimentare su territori musicali disparati, come la musica elettronica (Trans 1982 e Landing on Water 1986), il rockabilly (Everybody's Rockin' 1983), il country di Nashville (Old Ways 1985), il rhythm and blues (This Note's for You 1989).
Tali album crearono, vista la loro atipicità nei confronti della produzione precedente di Young, degli attriti con la Geffen, che avrebbe preferito proporre il Neil Young degli anni sessanta e settanta. La casa discografica arrivò ad intentare causa al musicista accusandolo di produrre volontariamente musica "non rappresentativa" della sua arte. Tali divergenze spinsero il cantautore canadese a tornare alla Reprise con la quale, paradossalmente, nel 1989, riprende lo stile musicale a lui più usuale con l'album Freedom, trainato dal video del singolo Rockin' in the Free World.

### Gli anni novanta: Padrino del grunge

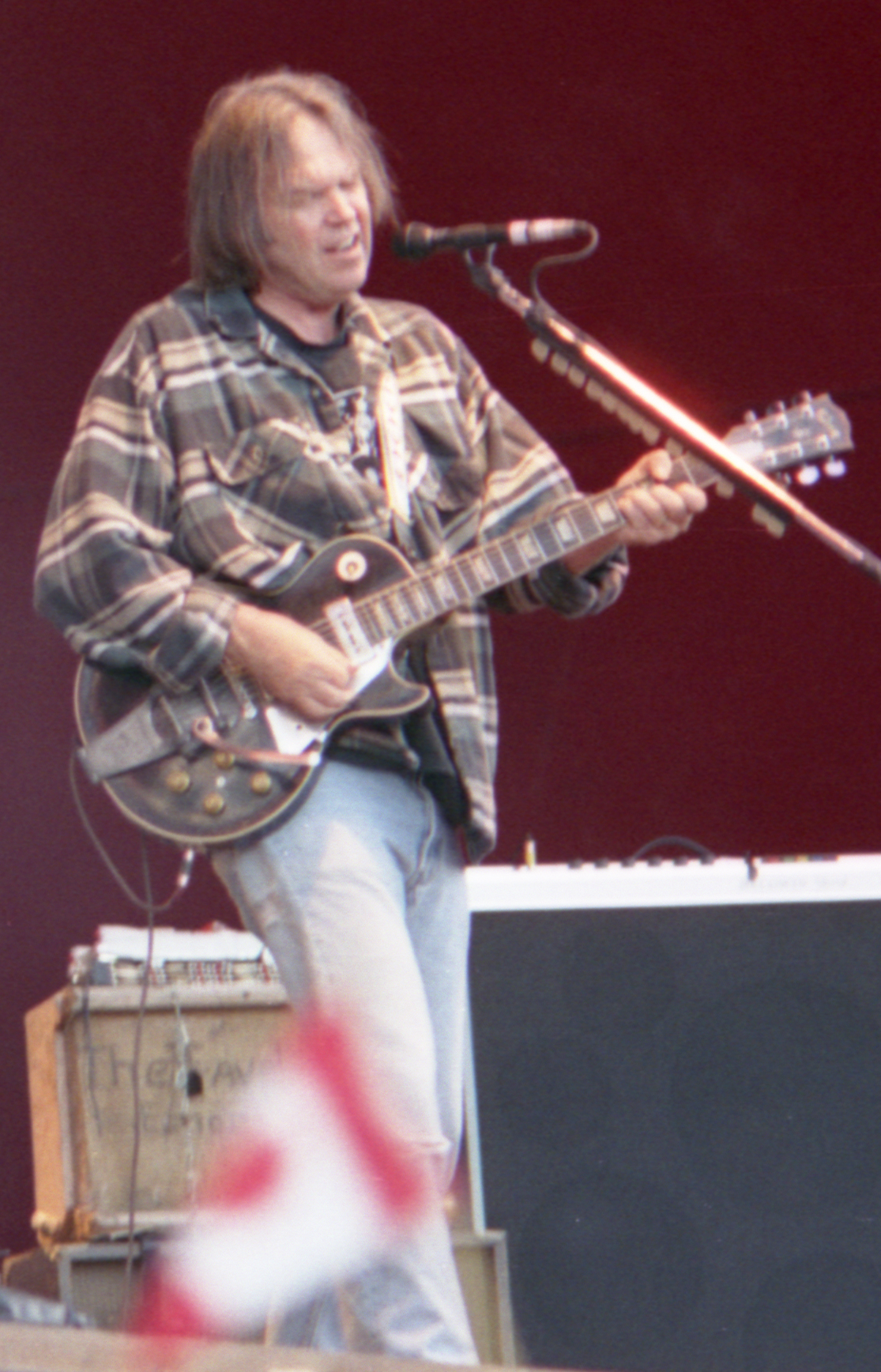
Neil Young in concerto a Turku in Finlandia nel 1996.

L'anno successivo incide coi Crazy Horse Ragged Glory, per il cui tour promozionale chiama ad aprire i suoi concerti il gruppo di rock d'avanguardia Sonic Youth, fatto che gli assicura una buona popolarità anche nei circuiti del rock alternativo dei primi anni novanta. In questo contesto esce l'album Arc/Weld (1991), considerato da diversi critici uno dei migliori album dal vivo della storia del rock.
Kurt Cobain, il leader dei Nirvana, nella lettera scritta prima di suicidarsi il 5 aprile 1994 con un colpo di fucile, cita un verso di My My, Hey Hey di Neil Young: «It's better to burn out than to fade away» («è meglio bruciare in fretta che spegnersi lentamente»). La morte di Cobain sconvolge Young, e un anno dopo, il cantautore canadese renderà omaggio alla memoria del leader dei Nirvana dedicandogli Sleeps with Angels.
Ormai considerato una sorta di "padrino" della scena grunge, nel 1992 Young opta per un ritorno alle atmosfere acustiche del suo best seller Harvest e di Comes a Time con l'album Harvest Moon. Nel 1994 il suo legame con il grunge viene ribadito da Sleeps with Angels (come già detto album dedicato alla memoria di Kurt Cobain), e dalla collaborazione con i Pearl Jam, che sfocia nella pubblicazione di Mirror Ball (1995).
Merita una menzione particolare la canzone Philadelphia, scritta per l'omonimo film nel 1994, considerata uno dei suoi capolavori e per la quale ricevette una nomination ai premi Oscar per la migliore canzone.
La seconda metà del decennio lo vede collaborare ancora con i Crazy Horse nell'album Broken Arrow (1996) e con i compagni di un tempo Crosby, Stills & Nash. Nel 1997 viene realizzato il live Year of the Horse e un film-documentario omonimo sul suo tour con i Crazy Horse, diretto da Jim Jarmusch. Per il regista, due anni prima aveva scritto la sperimentale colonna sonora del film Dead Man.

### Il nuovo millennio

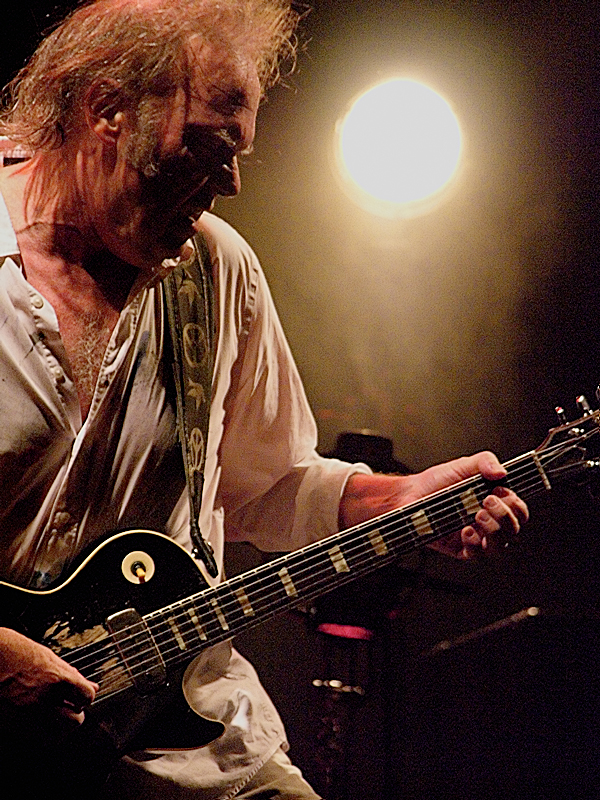
Neil Young a Firenze nel 2008

Il nuovo millennio inizia con l'abituale folk-rock in Silver & Gold (2000), nello stesso anno esce il live Road Rock Vol. 1, il primo senza i Crazy Horse, supportato da una band di amici e parenti (chiamata appunto Friends & Relatives). Dopo aver contribuito nel 2001 al concerto America: A Tribute To Heroes con la cover Imagine di John Lennon, prosegue con la dissertazione di Are You Passionate? che vede la collaborazione con Booker T. & the M.G.'s.

Tra i suoi progetti recenti il più ambizioso è sicuramente il lungo Greendale (2003), un concept-album sulla vita in una piccola città americana di provincia. Nello stesso anno, in agosto, i fan ricevono una gradita sorpresa, infatti dopo lunghe insistenze vengono finalmente pubblicati e rimasterizzati in alta qualità sul supporto Cd quattro album su sei mancanti (detti "missing six") nella discografia che finora erano (difficilmente) reperibili solo su vinile. Essi sono: l'importante On the Beach, American Stars 'n Bars, Hawks & Doves e Re-ac-tor. Rimangono, ad oggi, ancora inediti su CD i soli Time Fades Away e Journey Through the Past.

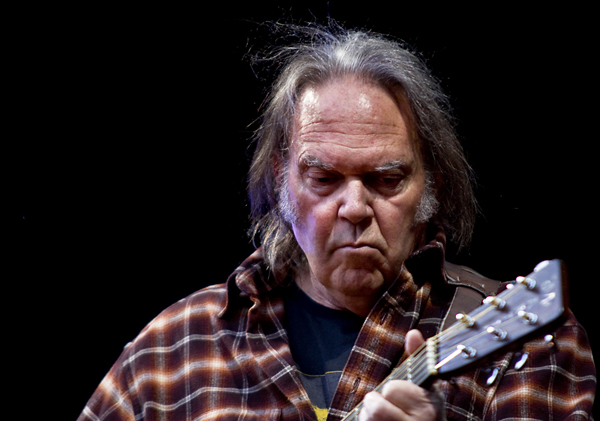
Neil Young in concerto a Oslo in Norvegia nel 2009.

Nel 2005 viene colpito da aneurisma cerebrale, ma questo non gli impedisce di pubblicare un nuovo album, l'acustico Prairie Wind. Nel 2006 esce l'album, molto politicizzato, Living with War. Quest'ultimo album è un urlo rabbioso contro il presidente Bush, la sua politica e la guerra in Iraq. Nell'aprile del 2009 esce Fork in the Road, album contenente 10 nuovi inediti. Dopo circa 20 anni di attesa, il 2 giugno 2009 viene pubblicato il Volume 1 degli Archivi di Neil Young, anni 1963-1972, in triplo formato (8 CD con booklet o 10 DVD con libro o 10 Blu-ray con libro)
Dopo la morte di Larry A. Johnson, storico produttore, regista e grande amico del canadese, Neil Young è in studio con il produttore Daniel Lanois per la creazione di un nuovo album. Il 28 settembre 2010 esce Le Noise: un album di sola chitarra e voce. Nel mese di ottobre successivo, all'annuale concerto del Bridge Benefit, ha luogo dopo quasi 45 anni la tanto attesa riunione dei Buffalo Springfield con i 3 membri originari rimasti, ossia oltre a Young anche Stephen Stills e Richie Furay. Dopo voci che si rincorrono per tutto l'inverno, complice anche il tour di durata quasi annuale iniziato da Crosby & Nash nella primavera 2011 viene annunciato un mini tour in California dei ricostituiti Buffalo Springfield.

Intanto, nell'aprile 2011, Neil avvia un tour "solo" che prevede una quindicina di date, con previsione di registrare un film-concerto diretto da Jonathan Demme nelle ultime date che si terranno alla Massey Hall di Toronto. Il film, intitolato Journeys, viene presentato al Toronto Film Festival il 12 settembre 2011, prodotto e diretto da Jonathan Demme, con Neil Young per Sony Pictures Classics. Insieme a Neil Young: Heart of Gold (2006), e Neil Young Trunk Show (2009), fa parte di una trilogia creata dallo stesso Demme. Il film inizia con Neil che visita in auto con il fratello la sua casa d'infanzia di Omemee, in Ontario, poi la Scott Young Public School, così intitolata in onore del padre, Scott Young e i suoi vecchi ritrovi, raccontando le storie della gente del suo passato. La maggior parte del film comprende le immagini dei concerti alla Massey Hall di Toronto con le sue più recenti composizioni alternate a cinque "classici" tra cui Ohio, durante la cui esecuzione vengono proiettati filmati d'archivio della sparatoria alla Kent State University e fotografie dei quattro studenti uccisi il 4 maggio 1970.

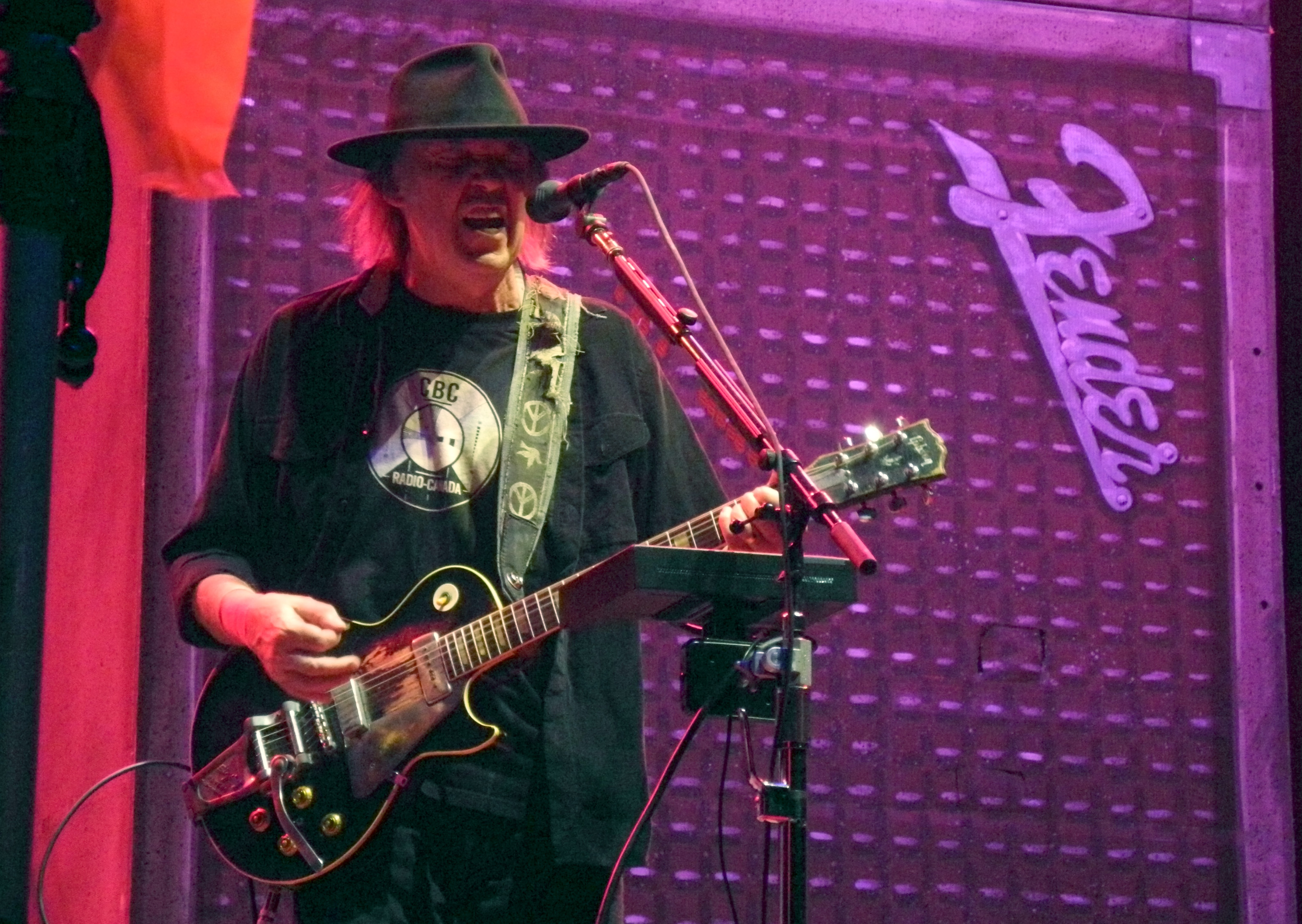
Neil Young nel 2013 in Lussemburgo

Nel giugno del 2012 esce l'album Americana, dedicato ai grandi classici della storia della musica folk americana. Nell'ottobre del 2012 esce Psychedelic Pill, album di inediti che vede la collaborazione con i Crazy Horse, la storica band di Neil Young. Nel 2014 ha intrapreso un World Tour con i Crazy Horse. L'album di cover A Letter Home viene pubblicato il 19 aprile 2014. Il 12 maggio Young appare insieme a Jack White al The Tonight Show With Jimmy Fallon. Il nuovo album Storytone viene pubblicato il 4 novembre 2014. La prima traccia estratta dal disco, Who's Gonna Stand Up?, viene pubblicata in tre differenti versioni il 25 settembre 2014. Nel 2015 è la volta del concept album The Monsanto Years. Nell'aprile 2015, viene annunciato che Young avrebbe intrapreso un tour di concerti in Nord America, il "Rebel Content Tour", in supporto al nuovo album.
Nell'ottobre 2016, Young si è esibito nel corso del festival Desert Trip a Indio, California, e ha annunciato il suo trentasettesimo album di studio, Peace Trail, inciso con il batterista Jim Keltner e il bassista Paul Bushnell. L'8 settembre 2017, Young pubblica Hitchhiker, album in studio registrato l'11 agosto 1976 presso gli Indigo Studios di Malibù, California. L'album contiene dieci canzoni incise da Young accompagnandosi con la chitarra acustica o il piano. Anche se versioni differenti della maggior parte dei brani erano già state pubblicate in precedenza, il disco include due inediti: Hawaii e Give Me Strength.
Il 4 luglio 2017 esce il singolo Children of Destiny. Il 3 novembre 2017, Young annuncia l'uscita di un nuovo album, intitolato The Visitor e contenente la canzone anti-Trump Promise of the Real, in programma per il 1º dicembre 2017. Il 1º dicembre 2017, Young si esibisce dal vivo a Omemee, Ontario, Canada, cittadina dove visse da ragazzo. Il 23 marzo 2018, Young pubblica l'album della colonna sonora del film di Daryl Hannah Paradox, trasmesso su Netflix. Il 21 aprile dello stesso anno, la Warner Records fa uscire l'album Roxy: Tonight's the Night Live, un doppio album dal vivo relativo a un concerto di Young del settembre 1973, con i Santa Monica Flyers. L'album è la quinta uscita delle Performance Series di Neil Young.
Il 19 ottobre 2018, Young pubblica una versione dal vivo della sua canzone Campaigner, tratta dall'album in uscita Songs for Judy, relativo a un'esibizione del novembre 1976 con i Crazy Horse. Si tratta del primo album pubblicato dall'etichetta Shakey Pictures Records. Il 19 agosto 2019, Neil Young & Crazy Horse annunciano la prossima uscita del singolo Rainbow of Colors, primo estratto dall'imminente nuovo album Colorado, primo lavoro di Young insieme alla band in sette anni, sin da Psychedelic Pill del 2012. Il disco viene pubblicato il 25 ottobre 2019. Nel gennaio del 2020, il cantautore annuncia di aver preso la cittadinanza statunitense.
Nel febbraio 2020 scrisse una lettera aperta al Presidente Donald Trump, definendolo una "disgrazia per il mio paese". Il 4 agosto 2020, fa causa all'entourage di Trump con l'accusa di violazione di copyright per avere utilizzato alcune sue canzoni durante la campagna elettorale senza il suo consenso.
Nell'aprile 2020, Young annunciò di stare lavorando a un nuovo album, Road of Plenty, comprendente musica registrata insieme ai Crazy Horse nel 1986 e le prove della sua esibizione al Saturday Night Live del 1989. Il 19 giugno pubblica ufficialmente uno dei suoi cosiddetti "album perduti": Homegrown, inciso nella metà degli anni settanta dopo la sua rottura con Carrie Snodgress, ma rimasto inedito all'epoca, ritenendolo troppo personale. In settembre pubblica un EP dal vivo, The Times.
Nel gennaio 2021 vende il 50% dei diritti del suo catalogo alla Hipgnosis Songs Fund. Il valore stimato è di circa 150 milioni di dollari. Il 10 dicembre 2021 Young e i Crazy Horse pubblicano un nuovo album, Barn. Il primo singolo, Song of the Seasons, esce il 15 ottobre, seguito da Welcome Back il 3 dicembre.
Il 24 gennaio 2022 minaccia di ritirare il suo catalogo musicale da Spotify se la piattaforma di streaming non rimuoverà il podcast The Joe Rogan Experience dai suoi contenuti. Young accusò il podcast di disinformazione circa la pandemia di COVID-19, scrivendo: "Spotify ha la responsabilità di mitigare la diffusione della disinformazione sulla sua piattaforma". Il 26 gennaio la musica di Young viene rimossa da Spotify, con un portavoce della compagnia che dichiarò: "Spotify vuole che tutta la musica e i contenuti audio del mondo siano disponibili per i suoi utenti" [...] "abbiamo una grande responsabilità nel bilanciare sia la sicurezza per gli ascoltatori che la libertà per i creatori di contenuti". Successivamente, altri artisti come Joni Mitchell e Crosby, Stills & Nash tolsero la propria musica da Spotify, per solidarietà con Young.
Nel 2023 Young criticò la politica di aumento dei prezzi dei biglietti dei concerti messa in atto da Ticketmaster.

### Progetto "Neil Young Archives"
Sin dal 1988, Neil Young ha discusso in diverse interviste la possibilità di organizzare il suo imponente archivio di materiale inedito (live, studio, demo, ecc...) e di renderlo disponibile al pubblico in uscite scaglionate. Il progetto concretizzatosi prese infine il nome di "Neil Young Archives Series". Il primo cofanetto, intitolato The Archives Vol. 1 1963–1972, fu inizialmente previsto per il 2007 ma arrivò nei negozi soltanto il 2 giugno del 2009.
Tre esibizioni tratte dalle Performance Series degli archivi younghiani sono state pubblicate separatamente prima dell'uscita del box set The Archives Vol. 1. I dischi sono: Live at the Fillmore East, una selezioni di brani provenienti da un concerto del 1970 con i Crazy Horse, pubblicato nel 2006, Live at Massey Hall 1971, un concerto acustico registrato alla Massey Hall di Toronto, che uscì nel 2007, e Sugar Mountain - Live At Canterbury House 1968, una delle prime esibizioni dal vivo di Young e, cronologicamente, il primo disco delle performance series, che emerse successivamente nel 2008.
In una intervista del 2008, Neil Young citò l'album Toast, un disco originariamente inciso con i Crazy Horse a San Francisco nel 2000 ma rimasto inedito. L'album dovrebbe far parte della Special Edition Series degli Archivi, ma nessuna data di pubblicazione è stata ancora diramata. L'album A Treasure, con tracce dal vivo del periodo 1984-85 provenienti dal tour con gli International Harvesters, all'epoca della causa intentatagli dalla Geffen Records, è stato pubblicato nel giugno 2011.
Il 2 Giugno 2009, con la pubblicazione dei i primi quattro album solisti di Young ristampati rimasterizzati in digitale come volumi 1–4 viene inaugurata la serie di cofanetti della Original Release Series degli Archives.

## Cofanetti

### Volume I: 1963–1972
Il primo volume, The Archives Vol. 1 1963–1972 , è stato pubblicato il 2 giugno 2009. Riguardando i primi anni di Young con The Squires e Buffalo Springfield , include anche tagli, demo, outtake e versioni alternative di canzoni dai suoi album Neil Young , Everybody Knows This Is Nowhere , After the Gold Rush e Harvest , oltre a brani che ha registrato sia con Crazy Horse che con Crosby, Stills, Nash & Young durante questo periodo. Nel set sono inclusi anche diversi dischi live, così come (nelle versioni Blu-Ray/DVD) una copia del film Journey Through the Past , da tempo fuori catalogo , diretto da Young nei primi anni '70.
Il Volume I è stato pubblicato come un set di 10 dischi Blu-ray per presentare audio ad alta risoluzione e documentazione visiva di accompagnamento.  È anche disponibile come set di 10 dischi DVD e set di 8 dischi CD. Il 31 gennaio 2010, il cofanetto ha vinto il Grammy Award per la migliore direzione artistica in un pacchetto in scatola o in edizione limitata speciale, ed è stato condiviso da Neil Young insieme ai suoi direttori artistici Gary Burden e Jenice Heo.

### Volume II: 1972–1976
Simile per portata al primo cofanetto, Neil Young Archives Volume II: 1972–1976 è stato ufficialmente pubblicato come cofanetto deluxe e in streaming sul sito Neil Young Archives il 20 novembre 2020. Coprendo il lavoro di Young con The Stray Gators , Santa Monica Flyers, Crosby, Stills, Nash & Young, Crazy Horse e The Stills-Young Band durante questo periodo, Vol. II include tagli di album, demo, outtake e versioni alternative di brani dai suoi album Time Fades Away , Tonight's the Night , On the Beach , Zuma e Long May You Run , così come l'album Homegrown, pubblicato di recente, nella sua interezza e tracce dalle molteplici sessioni dei CSNY per il loro album Human Highway abortito . Inoltre, come per il Volume I , nel set sono inclusi diversi dischi live, tra cui l'album live inedito Odeon Budokan . Il Volume II è stato pubblicato come un set di 10 CD (con un'edizione deluxe contenente un libro rilegato) e non ha avuto edizioni Blu-ray o DVD di accompagnamento come il Vol. I a causa, come ha spiegato Young, di "ragioni economiche".

### Volume III: 1976–1987
Neil Young Archives Volume III: 1976–1987 è stato pubblicato il 6 settembre 2024. Coprendo un periodo di undici anni dal 1976 al 1987, il Volume III includeva, tra le altre tracce, un album e un film chiamati Across the Water che documenta ulteriormente il suo tour del 1976 in Giappone e in Europa con i Crazy Horse ; A Snapshot in Time , un "documentario audio" di una prova con Nicolette Larson e Linda Ronstadt prima della registrazione di American Stars 'n Bars ; Windward Passage , un album dal vivo di brani registrati con The Ducks a Santa Cruz; l'album inedito Oceanside Countryside ; Union Hall , una registrazione di Young che prova con Larson e la Give to the Wind Orchestra prima del loro concerto del 12 novembre 1977 al Bicentennial Park di Miami; un album e un film che documentano la sua residenza al Boarding House del 1978 ; brani sia dal suo album inedito Island in the Sun che dalle versioni precedenti di Old Ways ; un album dal vivo che documenta gli spettacoli di Young del 7 febbraio 1984 con i Crazy Horse al The Catalyst ; e un disco di brani dal vivo e tagli in studio registrati da Young con gli International Harvesters.
Il 25 luglio 2024, Young ha annunciato una prevendita per i membri del suo sito Web Archives per il prossimo cofanetto. Sono state rilasciate due versioni distinte di questo cofanetto: un cofanetto standard da 17 CD disponibile sia online che presso i rivenditori fisici e una versione "deluxe", disponibile esclusivamente presso il negozio di merchandising Greedy Hand di Neil Young, che contiene anche 5 dischi Blu-Ray. Questi Blu-Ray conterranno undici film in totale, inclusi quattro che non sono mai stati rilasciati e sono esclusivi di questo cofanetto. I membri di Neil Young Archives che hanno preordinato in anticipo hanno ricevuto un campionatore CD da 16 tracce e una spilla.  È stata rilasciata anche una versione da 2 LP di highlights, intitolata Archives Vol. III - Takes . 

### Volume IV(1987–To Be Defines)
A partire dal 2024, il Volume IV è attualmente programmato per essere il penultimo box set degli Archives ad essere rilasciato, secondo un articolo di Young pubblicato quel giorno sul Times-Contrarian . Attualmente in produzione e in lavorazione da parte del team degli Archives di Neil Young, la tempistica specifica non è ancora stata determinata, anche se si prevede che inizierà con brani selezionati dal suo primo tour con i Bluenotes nell'autunno del 1987.

## Strumentazione

### Chitarre
- 1953 Gibson Les Paul Goldtop. Soprannominata "Old Black", questa è la chitarra elettrica principale di Young e la si può ascoltare nel disco Rust Never Sleeps e in molti altri suoi album. La Old Black deve il suo soprannome alla verniciatura artigianale della cassa dello strumento (originariamente di colore dorato), anteriore all'acquisto da parte di Neil Young, che entrò in possesso della chitarra alla fine degli anni sessanta. Nel 1972, nello strumento venne incorporato un mini humbucker pick-up prelevato da una Gibson Firebird. Questo pick-up, viene ora considerato un componente cruciale del caratteristico sound di Neil Young.
- Martin D-45. Si tratta della principale chitarra acustica di Young, utilizzata per comporre Old Man e molte altre canzoni. È uno dei quattro strumenti musicali acquistati da Stephen Stills per se stesso e per i compagni di band nei CSNY per celebrare il loro primo concerto al Greek Theater nel 1969.
- Martin D-28. Soprannominata "Hank" dato che il suo precedente proprietario era stato Hank Williams. Young l'ha utilizzata in tour per più di 30 anni. Una storia circa la chitarra e la canzone ad essa ispirata, This Old Guitar, è inclusa nel film Neil Young: Heart of Gold.
- Vintage Martin D-18: Young utilizzò una vecchia D-18 durante i primi anni di carriera e nelle primissime registrazioni con i Buffalo Springfield, prima di ricevere la D-45 da Stills.
- Taylor 855 12-corde, usata nella prima parte acustica di Rust Never Sleeps.
- 1927 Gibson Mastertone, un banjo a 6 corde accordato come una chitarra, utilizzato in svariate incisioni e suonato da James Taylor in Old Man.
- Gretsch 6120. Prima di acquistare la Old Black, Young la suonava come chitarra elettrica principale durante il periodo nei Buffalo Springfield.
- Gretsch White Falcon. Young acquistò un modello della fine degli anni cinquanta verso la fine della militanza nei Buffalo Springfield; nel 1969 acquistò una versione stereo della stessa chitarra vintage da Stephen Stills, che si può ascoltare in tracce dei primi anni settanta come Ohio, Southern Man, Alabama, Words (Between the Lines of Age), e L.A.. Fu la chitarra elettrica più utilizzata da Young durante le sessioni per l'album Harvest.[38]
- Gibson Flying V, durante il tour di Time Fades Away.
- Fender Broadcaster, sull'album Tonight's the Night e nel tour dello stesso.

## Vita privata
Neil Young si è sposato tre volte, la prima nel 1968 con Susan Acevedo, e la seconda con Pegi Morton (deceduta il 1º gennaio 2019). Dal 1971 al 1974 ha avuto una relazione con l'attrice Carrie Snodgress. Ha due figli maschi: Zeke (nato dalla relazione con la Snodgress) e Ben, entrambi nati con una forma di paralisi cerebrale più (Ben) o meno (Zeke) grave, e una figlia di nome Amber Jean, che come Young stesso, soffre di epilessia. Il 29 luglio 2014 ha divorziato da Pegi Morton dopo trentasei anni di matrimonio. Nel 2018 ha sposato in terze nozze l'attrice Daryl Hannah.
Nel 1995 Neil Young acquistò il 30% delle azioni della compagnia americana Lionel LLC, un'azienda specializzata in trenini elettrici in miniatura. La sfrenata passione del cantautore canadese per i trenini elettrici è ben nota da diversi anni: addirittura ne possiede uno che circonda per intero tutta la sua casa.
Il 27 luglio 2010 viene a mancare Ben Keith, storico amico di Young. Keith, conosciuto nel 1971 a Nashville, ha contribuito con la sua steel guitar alla creazione di molti album di Young come Comes a Time, Tonight's the Night e molti altri, il più importante dei quali è stato Harvest.
Neil Young ha dato vita, attraverso il proprio sito web, alla raccolta Songs of the Times, all'interno della quale pubblica brani di artisti di tutto il mondo che si oppongono alla guerra.

## Discografia

### Album in studio
- 1968 - Neil Young
- 1969 - Everybody Knows This is Nowhere
- 1970 - After the Gold Rush
- 1972 - Harvest
- 1973 - Time Fades Away
- 1974 - On the Beach
- 1975 - Tonight's the Night
- 1975 - Zuma
- 1976 - Long May You Run
- 1977 - American Stars 'n Bars
- 1977 - Oceanside Countryside
- 1978 - Comes a Time
- 1979 - Rust Never Sleeps
- 1980 - Hawks & Doves
- 1981 - Re-ac-tor
- 1982 - Trans
- 1983 - Everybody's Rockin'
- 1985 - Old Ways
- 1986 - Landing on Water
- 1987 - Life
- 1988 - This Note's for You
- 1989 - Eldorado
- 1989 - Freedom
- 1990 - Ragged Glory
- 1992 - Harvest Moon
- 1994 - Sleeps with Angels
- 1995 - Mirror Ball
- 1996 - Broken Arrow
- 2000 - Silver & Gold
- 2002 - Are You Passionate?
- 2003 - Greendale
- 2005 - Prairie Wind
- 2006 - Living with War
- 2007 - Chrome Dreams II
- 2009 - Fork in the Road
- 2010 - Le Noise
- 2012 - Americana
- 2012 - Psychedelic Pill
- 2014 - A Letter Home
- 2014 - Storytone
- 2015 - The Monsanto Years
- 2016 - Peace Trail
- 2017 - Hitchhiker
- 2017 - The Visitor
- 2019 - Colorado
- 2020 - Homegrown
- 2021 - Barn
- 2022 - Toast
- 2022 - World Record (Neil Young e Crazy Horse)
- 2023 - Before and After
- 2024 - Early Daze

### Dal vivo
- 1973 - Time Fades Away
- 1979 - Live Rust
- 1991 - Arc/Weld
- 1993 - Unplugged
- 1997 - Year of the Horse
- 2000 - Road Rock Vol. 1
- 2006 - Live at Fillmore East March 6 & 7 1970
- 2007 - Live at Massey Hall 1971
- 2008 - Sugar Mountain Live at Canterbury House 1968
- 2009 - Dreamin' Man Live '92
- 2011 - A Treasure
- 2013 - Live at the Cellar Door
- 2015 - Bluenote Café
- 2016 - Earth
- 2018 - Roxy: Tonight's the Night Live
- 2018 - Songs for Judy
- 2019 - Tuscaloosa
- 2020 - Return to Greendale
- 2021 - Way Down in the Rust Bucket
- 2021 - Young Shakespeare

### Colonne sonore
- 1972 - Journey Through the Past
- 1980 - Where the Buffalo Roam
- 1994 - Philadelphia
- 1996 - Dead Man
- 2018 - Paradox

### Raccolte
- 1977 - Decade
- 1993 - Lucky Thirteen
- 2001 - Mystery Train
- 2004 - Greatest Hits

### EP
- 1989 - Eldorado
- 2020 - The Times

## Cover in italiano
- 1973 - I Dik Dik incidono Noi soli, cover di Birds.
- 1975 - Gian Pieretti, nel suo album Cianfrusaglie, incide Canada, cover di Harvest.
- 1998 - Mimmo Locasciulli, in collaborazione con Francesco De Gregori (quest'ultimo con lo pseudonimo di Cereno Diotallevi), nell'album Il futuro incide una versione in italiano di Powderfinger.

## Opere letterarie
- Il sogno di un hippie (Waging Heavy Peace: A Hippie Dream, 2012).[40]
- Special Deluxe. Racconti di vita e di automobili (Special Deluxe: A Memoir of Life and Cars, 2015).[41]

## Riconoscimenti
Ha ricevuto due lauree honoris causa: una in Musica dalla Lakehead University a Thunder Bay nel 1992, e una in Lettere dalla Università di Stato di San Francisco.
- 1982: Canadian Music Hall of Fame
- Rock and Roll Hall of Fame